# Rico Steinmann
Rico Steinmann (* 26. Dezember 1967 in Karl-Marx-Stadt) ist ein ehemaliger deutscher Fußballspieler.

## Laufbahn
Rico Steinmann begann seine Karriere als Mittelfeldspieler beim FC Karl-Marx-Stadt. Er galt als eines der größten Fußballtalente der DDR und wurde mit der U18-Nationalmannschaft 1986 Europameister sowie 1987 Dritter bei der Junioren-Weltmeisterschaft. 1992 wurde er auf einen Sichtungslehrgang des DFB eingeladen, spielte aber nie in der gesamtdeutschen A-Nationalmannschaft. Er absolvierte von 1986 bis 1990 23 Spiele für die Fußballnationalmannschaft der DDR. Nach dem Ende der DDR wechselte er 1991 zum 1. FC Köln in die 1. Bundesliga. 1997 ging er zum niederländischen Verein FC Twente Enschede, wo er 2000 seine Karriere als Aktiver beendete. Im Jahr 2003 agierte er kurzzeitig als Manager des Chemnitzer FC. 2004 trainierte er den Fußballverein Vorwärts Epe im Münsterland.

## Statistik
- Nationalmannschaft: 23 Spiele, 3 Tore
- DDR-Oberliga: 128 Spiele, 27 Tore für den FC Karl-Marx-Stadt/Chemnitzer FC
- 1. Bundesliga: 139 Spiele, 10 Tore
- DFB-Pokal: 11 Spiele, 1 Tor
- UEFA-Pokal: 7 Spiele, 1 Tor für den FC Karl-Marx-Stadt/Chemnitzer FC; 2 Spiele für den 1. FC Köln; 5 Spiele für den FC Twente Enschede
- UI-Cup: 5 Spiele

## Trivia
Sein Vater Rolf gehört der FCK-Meistermannschaft des Spieljahres 1966/67 an.
Michael Ballack bezeichnete Steinmann in Interviews als Vorbild seiner Jugend.